# لوتسیه چرنیکووا
لوتسیه چرنیکووا (چکی: Lucie Černíková؛ زادهٔ ۱۹ دسامبر ۱۹۸۱) بازیگر اهل جمهوری چک است.
از فیلم‌ها یا مجموعه‌های تلویزیونی که وی در آن‌ها نقش داشته‌است، می‌توان به ساختمان پزشکان در باغ رز اشاره نمود.